# Метод Шехтера
Ме́тод Ше́хтера — эмоционально-смысловой подход к обучению иностранным языкам, утверждающий, что освоение чужого языка должно идти подобно порождению речи на родном языке. Метод Шехтера относится к прямым интерактивным игровым методам активного обучения. Его разработал лингвист и педагог И. Ю. Шехтер.

## Основные особенности метода
В основе эмоционально-смыслового подхода лежит тот факт, что речь человека — не набор знаний, а естественный навык, свойственный человеку. В отличие от традиционного подхода, при котором изучение языка сводится к заучиванию слов и правил, здесь вместо этого предлагается порождение речи, её развитие и коррекция.
Для обеспечения речепорождения служат «предъявления», во время которых студентам предъявляются речевые образцы в виде осмысленных фраз. Студентам предлагается повторять их вслух. Осмысленная фраза — это когда ясно, почему кто-то так сказал, и для чего он это говорит. Сам процесс речепорождения идёт на подсознательном уровне. Игры с карточками в паузах предъявления способствуют выработке навыков чтения.
В основе развития речи — «актуализация», когда студенты разыгрывают этюды (ролевые игры) на изучаемом языке. При общении друг с другом у них не возникает психологического барьера, как при ответе преподавателю перед аудиторией. В этюдах задачи ставятся не учебные — вспомнить какие-то слова и построить из них фразы (как при традиционном обучении), а практические — сделать что-то, пользуясь языком. Речь в этюдах — импровизация. Цель — добиться нужного результата. Участие в этюдах обеспечивает порождение и развитие свободной речи «от себя». Исчезает страх говорить на чужом языке, появляется уверенность в себе, приобретается опыт общения в разнообразных ситуациях.
Грамматические ошибки на начальном этапе корректируются только в тех случаях, когда они искажают смысл. Отсутствие страха сделать ошибку способствует снятию «речевого барьера».
Изучение грамматики начинается на втором этапе обучения, когда уже имеются некоторые речевые навыки. Правила легче усваиваются, когда их можно подкрепить знакомыми примерами употребления. Второй и третий этапы обучения в значительной степени посвящены коррекции речи. Здесь ставится задача выразить свою мысль не только понятно, но и грамматически правильно. Таким образом, в отличие от традиционного обучения, грамматика, согласно Шехтеру, вторична по отношению к речи. Правила описывают речь, а не речь строится по правилам. На родном языке человек говорит правильно не потому, что каждый раз вспоминает то или иное правило, а по интуиции: он просто чувствует, как говорят, а как не говорят. Задача — развить аналогичное чутье при говорении на иностранном языке.
В отличие от традиционного обучения, грамматика по методу Шехтера изучается не ради формального знания правил, а для того, чтобы говорить корректно, без ошибок. Нацеленность не на схоластическое знание, а на практическое пользование языком — отличительная черта эмоционально-смыслового подхода.

## Занятия по методу Шехтера
Занятия по эмоционально-смысловому методу могут вести только преподаватели, прошедшие специальную подготовку и стажировку. Преподавателю по методу Шехтера недостаточно самому знать язык, быть грамотным лингвистом и талантливым учителем. Он должен быть ещё и хорошим психологом, и актёром, и режиссёром.
Занятия проводятся в группах — ежедневно по 3 часа. Без обязательных домашних заданий. Полный курс обучения — три цикла с перерывами. Каждый цикл — 4 недели.
Задача первого цикла — порождение и развитие речи в условиях повседневного межличностного общения на бытовом уровне, а также выработка навыков чтения на языке. После 1-го цикла человек должен уметь выразить свою мысль на чужом языке и быть правильно понятым, но его речь может быть ещё не свободна от ошибок и некорректностей.
Второй цикл — развитие и коррекция речи, в том числе монологической речи, то есть умения выступать на языке перед аудиторией, излагая свою точку зрения по тому или иному вопросу. На 2-м цикле слушатели участвуют в конференциях, совещаниях, дискуссиях за круглым столом. На 2-м цикле начинается изучение грамматики с целью коррекции речи, а также отрабатываются навыки профессионального перевода. Кроме того, начиная со 2-го цикла, слушатели смотрят и обсуждают кинофильмы на языке, а также читают любую литературу без словаря, понимая общий смысл (экстенсивное чтение).
На третьем цикле студенты участвуют в дискуссиях, когда требуется не только изложить свои взгляды, но и отстоять их в споре, опровергнуть точку зрения оппонента. При этом совершенствуются и развиваются все виды речевой деятельности. Продолжается изучение грамматики и других аспектов языка как системы, чтение и анализ литературы, просмотр кинофильмов на языке. Развиваются практические навыки устного и письменного перевода. К концу 3-го цикла слушатели обладают достаточно развитой и грамотной речью и не испытывают затруднений при общении на языке.
Есть ещё дополнительные циклы — так называемая «пропедевтика» и «бизнес-курс», содержанием которых является развитие навыков делового общения на языке, а также совершенствования всех аспектов владения языком.

## История создания метода
Эмоционально-смысловой подход был создан в России в начале 1970-х годов в рамках поисковой научно-исследовательской работы Академии наук СССР. Его автором является российский учёный — лингвист и педагог Игорь Юрьевич Шехтер.
В те годы И. Ю. Шехтер работал в Московском государственном институте иностранных языков им. Мориса Тореза научным руководителем центрального кабинета методов обучения иностранным языкам. Вместе с ректором института Сидоровым он опубликовал в газете «Правда» статью «Усилий много, результатов мало». Статья всколыхнула преподавателей иностранных языков. Действительно, результаты обучения языкам были плачевны. И. Ю. Шехтеру было предложено либо найти, либо разработать эффективную методику обучения реальному пользованию языком. Он объездил тогда весь Советский Союз, где знакомился на практике с постановкой преподавания иностранных языков. Везде было примерно одно и то же, то есть между «плохо» и «очень плохо». И тогда И. Ю. Шехтер и его научные сотрудники стали экспериментировать.
Сначала были созданы фильмы, которые давали возможность говорить с экраном. Демонстрация их в институте им. Мориса Тореза вызвала одобрение одних и возмущение других, утверждавших, что Шехтер подрывает основы преподавания, устоявшиеся веками. Внедрение новых учебных фильмов несколько освежило положение, но ещё не решало проблему. Однако поездки И. Ю. Шехтера по стране не прошли безрезультатно. Из разных мест доброхоты стали предлагать свои «открытия»: обучение во сне, ритмопедия (со специальным прибором); релаксопедия (прогрессивная мышечная релаксация и аутогенная тренировка), суггестопедия (внушение знаний) и другие. И. Ю. Шехтер и его сотрудники проверяли все эти экзотические предложения. Результаты были либо обманчивые, либо минимальные. Метод суггестопедии Георги Лозанова, появившийся в 1960-е годы в Болгарии, был в чём-то подобен эмоционально-смысловому подходу — занятия ежедневно, в группе, в игровой форме, без зубрёжки, с музыкой, с песнями, с чаепитиями. Однако И. Ю. Шехтер не принял суггестопедию в качестве теоретической основы метода и разработал свой подход, используя эмоционально-смысловую основу для игровых ситуаций с этюдами, где благодаря изменениям сюжета можно говорить в ранее непредвиденной ситуации (подробнее см. в монографии И. Ю. Шехтера «Живой язык»).
Курсы иностранных языков по методу Шехтера в 1970-е и 1980-е годы функционировали в Госплане при Совете Министров СССР. Там учились чиновники высокого ранга, их дети, а также дипломаты, космонавты, режиссёры, писатели.
В самом начале 80-х годов в Ереване при педагогическом институте им. Хачатура Абовяна также были открыты курсы изучения языков по методу Шехтера: русского, армянского, английского, французского, немецкого, испанского, итальянского, арабского, персидского.
В 1990-е годы проф. И. Ю. Шехтер возглавил кафедру эмоционально-смыслового обучения в Новом Гуманитарном Университете Натальи Нестеровой. Тогда же была создана Авторская Школа Шехтера и ряд других языковых курсов, работающих на основе эмоционально-смыслового подхода.
В 2001 году в Москве был открыт Международный Университет Шехтера (Shekhter International University) в структуре Всемирного Информационно-Распределённого Университета (ВИРУ).